# زنجرک چغندر
زنجرک چغندر (نام علمی: Circulifer tenellus) گاه با (نام علمی: Neoaliturus tenellus) و (نام علمی: Eutettix tenellus) نیز شناخته می‌شود. زنجرک چغندر از راسته نیم‌بالان و از خانواده زنجرک می‌باشد.

## ناقل بیماری
زنجرک چغندر ناقل بیماری ویروسی کرلی تاپ چغندر می‌باشد.

## کنترل
در سال‌های منتهی به ۱۹۴۰، دلونگ (به انگلیسی: DWIGHT M. DELONG) حشره‌شناس و محقق بخش محصولات و تحقیقات حشرات باغی و دفتر حشره‌شناسی و قرنطینه گیاهی ایالات متحده آمریکا، آزمایش‌هایی را برای نشان دادن اینکه ترکیب بردو، می‌تواند زنجرک سیب زمینی و زنجرک چغندر را کنترل کند، به انجام رسانید. زنجرک چغندر را در سلول تغذیه که از راه غشاء تغذیه می‌شدند قرار می‌دهند. آزمایش با محلول نمک‌های کلسیم و مس با غلظت‌های مختلف هم برای شفیره‌ها و هم برای بالغ‌ها انجام شد. زنجرک‌ها نمک‌های کلسیم و نمک‌های مس را تغذیه کردند.
معمولاً ۱۰ شفیره و زنجرک در هر سلول قرار می‌گرفت. مایع درون ظرف برای زنجرک‌ها جالب نبود. اما وقتی نور به قسمت غشاء می‌تابید زنجرک‌ها فوراً به این سمت می‌آمدند تا با سوراخ کردن غشاء و خوردن محلول تغذیه کنند. وقتی زنجرک‌ها به این شرایط عادت کردند برای تغذیه اندکی بی حرکت باقی می‌ماندند.
این اطلاعات بر مبنای ۲۶۰۰ مورد ثبت در تکرار آزمایش‌ها بوده است و در هر آزمایش به‌طور متوسط ۸ ویژگی انتخاب شده است. از آنجا که مرگ زنجرک‌ها می‌توانست از گرسنگی باشد به هر محلول، یک محلول ۵ درصدی شکر اضافه شد. سولفات مس، ۱۰ برابر نمک‌های کلسیم برای زنجرک‌های بالغ سمی بود. مرگ شفیره‌ها، هنگام پوست‌اندازی معیوب با بدن کاملاً خمیده، همان مسمومیت (زنجرک سیب زمینی) با ترکیب بردو بود. دلونگ می‌نویسد، پوست‌های نیمه انداخته شدهٔ شفیره‌ها به‌طور آشکار آبی رنگ است. نشانه‌های مرگ زنجرک‌ها همان نشانه مرگ زنجرک از ترکیب بردو است.